# RWTH Aachen

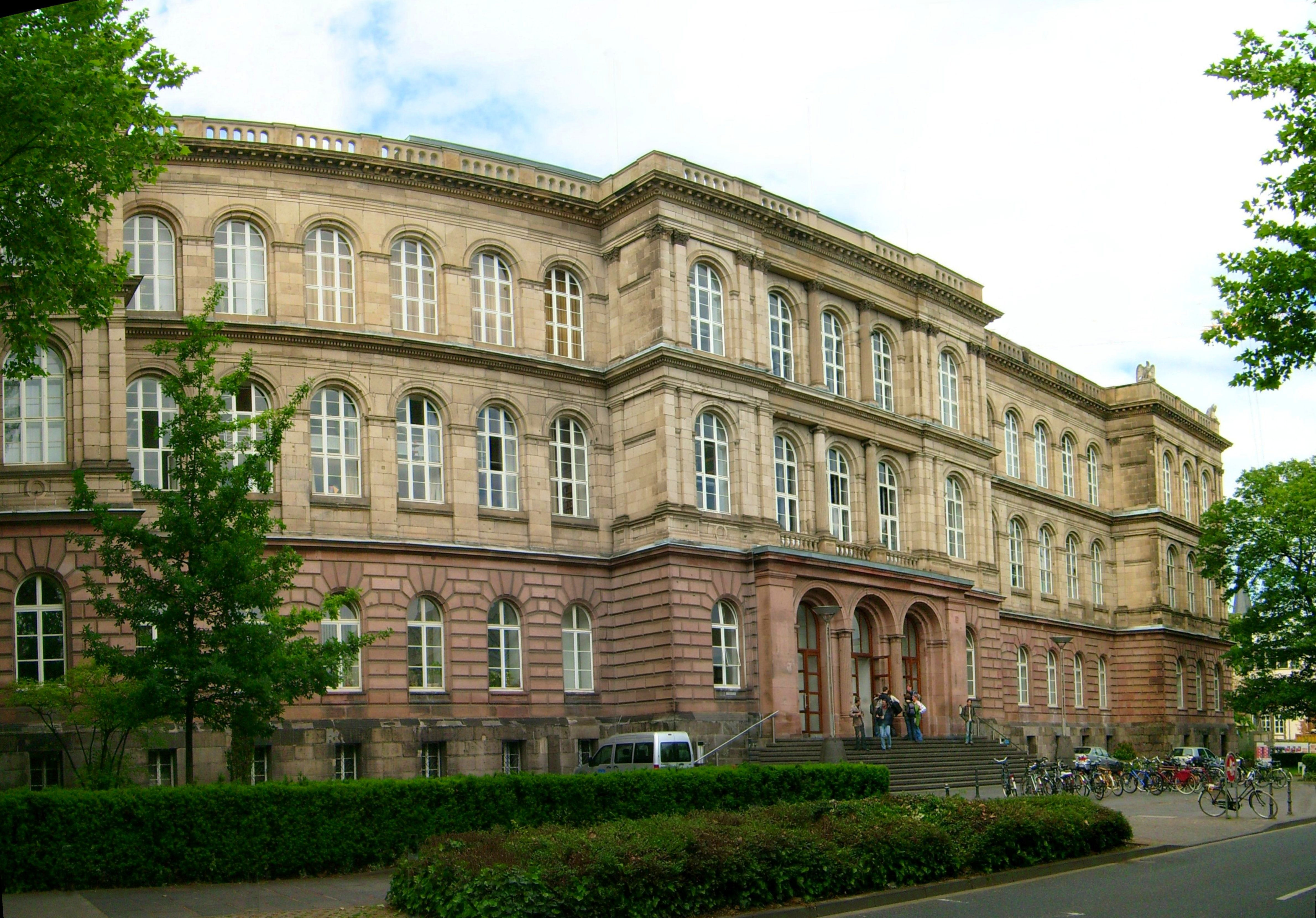
Huvudbyggnaden

RWTH Aachen (Rheinisch-Westfälische Technische Hochschule Aachen) i Aachen är en teknisk högskola och medlem i TU 9. Den är med omkring 27 000 studenter tillsammans med TU Berlin och TU Dresden en av Tysklands tre största tekniska högskolor/universitet.

## Historia
År 1870 öppnades Königlich Rheinisch-Westphälische Polytechnische Schule zu Aachen sedan etableringen av den preussiska högskolan i Kassel inte blivit av. Då fanns 32 docenter och 223 studenter vid skolan. År 1880 blev den polytekniska skolan en teknisk högskola. Första världskriget innebar en tillbakagång för universitet men under mellankrigstiden växte antalet studenter igen och nya byggnader kom till.
Under naziregimen 1933-1945 var RWTH liksom övriga högre lärosäten en del av Gleichschaltung. Efter kriget expanderade RWTH snabbt och nya fakulteter tillkom, bland dem filosofi och medicin. År 1980 integrerades den pedagogiska högskolan i RWTH. Till skillnad från andra tekniska högskolor som blivit universitet har RWTH behållit namnet högskola för att markera traditionen och rötterna i den polytekniska rörelsen.

## Nobelpristagare
- Philipp Lenard – fysik 1905
- Wilhelm Wien – fysik 1911
- Johannes Stark – fysik 1919
- Peter Debye – kemi 1936
- Karl Ziegler – kemi 1963